# Кисілевська Олена Львівна

Олена Кисілевська в Канаді, 1954

Оле́на Льві́вна Кисіле́вська (до шлюбу Сіменович, псевдоніми: О. Галичанка, Калина, Незнана; 24 березня 1869, с. Фільварки, нині у складі м. Монастириська Тернопільської області — 29 березня 1956, м. Оттава, Канада) — українська письменниця, журналістка, редакторка і видавниця, феміністка та культурно-освітня діячка.

## Життєпис

Олена Кисілевська із сином Володимиром і донькою Ганною

Народилася в сім'ї греко-католицького священника о. Лева Сіменовича. Сестра Сіменовича Володимира. Провела дитячі роки в селі Фільварки (нині Підгородне, перебуває у складі міста Монастириська). Після смерті батька вступила 1884 року навчатися у Виділову школу в Станиславові (нині — Івано-Франківськ). Тут вступила у «Товариство руських жінок», засноване 1884 року Наталією Кобринською, прилучилася до жіночого руху в Галичині.

### Жіночий рух

Пам'ятна дошка в Коломиї

Стала активісткою і засновницею перших жіночих товариств у Станиславові («Товариство руських женщин»), Коломиї («Руський жіночий кружок»); працювала у львівській жіночій громаді. Під час Першої світової війни працювала в «Жіночому допомоговому комітеті для січових стрільців та інших вояків». За самовіддану роботу в комітеті отримала від австрійського уряду високу нагороду — Срібний хрест.
У роках 1919–1939 жила й працювала в Коломиї: у 1923—1928 роках — організаторка-референтка Союзу українок; у 1929—1935 роках була сенаторкою польського парламенту від Українського національно-демократичного об'єднання (УНДО). 1935 року обіймала посаду голови секції господинь при товаристві «Сільський господар».

### Журналістка і літераторка
Журналістську й літературну діяльність розпочала одночасно: з початком 1900 року  — відома як авторка оповідань, нарисів із життя галицьких селян, інтелігенції. За сприяння Івана Франка в 1903 р. у журналі «Літературно-науковий вісник» під псевдонімом «Калина» появився цикл оповідань («Каліка», «Лікарка», «В поштовім бюро», «Огонь»). Згодом у  періодичних виданнях вийшли друком новели «Море» (1906), «Нові чобітки» (1908), «Іваниха розповідає» (1911), «В горах» (1913), «Покутське село», «Осінньою порою» «Гей, там, у зелених верхах»(1924). Перші її статті публікувалися в «Ділі». У додатку до газети «Жіноче діло» разом із Володимиром Бачинським порушувала питання жіночої емансипації.
Перейнявшись ще замолоду феміністичними ідеями Наталії Кобринської, розширила погляд першої на жіноче питання, доклала багато зусиль для розкриття духовного світу жінки та її ролі у вихованні молодого покоління в патріотичному дусі. З-під її пера вийшли сотні статей, збірки, що мають не лише художню, а й соціально-громадську цінність, зокрема, «Українське жіноцтво в старовині», «Олена Кульчицька», «Як вести працю в жіночих гуртках», «Самовиховання» (кінець 1920-х років).
Праці цієї тематики друкувалися також на сторінках тоді відомих періодичних видань як «Світ», «Ілюстрована Україна», «Молода Україна», «Український голос», «Нова хата».
У 1923–1939 рр. видавниця і редакторка двотижневика (згодом тижневика) для українського жіноцтва «Жіноча доля» його альманахів та додатків: «Жіноча воля», «Світ молоді». Вела в Коломиї громадсько-культурну й просвітницьку роботу, зокрема на жіночі й виховні теми. З її ініціативи відзначено 40-річний ювілей літературної творчості письменниці Ольги Кобилянської.

### Літературна діяльність
Розквіт літературної діяльності (1920–1930 рр.) — період журналістської праці пов'язаний із численними поїздками Україною та за її межами. Враження від близьких та далеких мандрівок лягли в основу рубрики «З моїх мандрівок»: тут постійно друкувала подорожні нариси, репортажі, портрети. Розсилала до журналів багато новел, оповідань, описів; з-під її пера вийшли документально-меморіальні книги: «Швейцарія», «Подорож до Африки», «Під небом півдня»(1935), «Листи з-над Чорного моря» (1939), «По рідному краю» (1951) — це белетризовані оповідання про життя і побут народів та історико-етнографічні замальовки.
Тривалі поїздки до Чехії, Австрії, Канади та США, вивчення життя Лемківщини, Буковини, Волині, Причорномор'я та багатьох інших регіонів України відображені в публікаціях Олени Львівни 1928—1937 років. Побачені грані довколишнього світу вона описала в оповіданнях «Італійський карнавал», «По рів'єрі» «Карнавал в Ніцці», «Перший вечір у Венеції», «Вражіння з Монака».

### Війна й еміграція
Після Другої світової війни Олена Кисілевська жила в Західній Європі як переміщена особа в Польщі (село Криниця на Лемківщині). Потім переїхала до Німеччини, а згодом емігрувала в Канаду: її діяльність в еміграції стала логічним продовженням багаторічної праці на рідній землі. 1948 року вона очолила Світову федерацію українських жіночих організацій. Письменниця не полишала пера, підтримувала листування з друзями, які жили в Канаді, США, писала статті, спогади.
За кордоном видала збірку нарисів «По рідному краю» (1955), а також опублікувала низку спогадів про Ольгу Кобилянську, Наталію Кобринську, І. Кравченко, Олену Телігу, О. Басараб, А. Чайковського. Чимало її художніх творів, публіцистичних статей, зарисовок і спогадів зберігаються в архіві в Оттаві.

## Родина
Її син — Кайє-Кисілевський Володимир Юліанович, історик, журналіст, видавець, науковець, державний службовець, діяч української діаспори.